# Graellsia saxifragifolia
Graellsia saxifragifolia là một loài thực vật có hoa trong họ Cải. Loài này được (DC.) Boiss. mô tả khoa học đầu tiên năm 1842.